# Dancing on My Own
«Dancing on My Own» —en español: «Bailando por mi cuenta»— es una canción de la artista sueca Robyn incluida en su quinto álbum de estudio, Body Talk Pt. 1 (2010). La canción fue compuesta y producida por Robyn y Patrik Berger, y está inspirada en himnos de Ultravox, Sylvester y Donna Summer. Se lanzó como primer sencillo del disco el 1 de junio de 2010, en Suecia y los Estados Unidos. "Dancing on My Own" es una balada electrónica que habla de una protagonista femenina que baila sola en un club mientras ve a su examante con otra mujer. Gracias a este sencillo, alcanzó la cima del Sverigetopplistan, convirtiéndose en el primer sencillo de Robyn en obtener el primer puesto en su país natal. La canción también ingresó en el Top Ten de las listas musicales de Dinamarca, Noruega, Escocia y el Reino Unido. En los Estados Unidos, la canción logró alcanzar la tercera ubicación en el Hot Dance Club Songs. La canción fue nominada en el 2011 al Premio Grammy a la mejor grabación dance.

## Video musical
El video fue dirigido por Max Vitali, quien ya había trabajado con Robyn en el video correspondiente al sencillo Be Mine! del 2005. Fue filmado en Estocolmo, y en él, se ve a Robyn bailando sola, caminando entre una multitud de una discoteca, y en otras escenas mientras mira a un hombre besarse con una chica. En otro de los cortes de escenas, se la ve posicionada frente al micrófono cantando y actuando en un estudio. Básicamente, el video representa la premisa de la canción.

## Lista de canciones
| CDr, Single (Remixes) |                                                                  |          |  |
| N.º                   | Título                                                           | Duración |  |
| 1.                    | «Dancing on My Own» (Radio Versión)                              | 4:39     |  |
| 2.                    | «Dancing on My Own» (Chew Fu Extended Remix)                     | 5:07     |  |
| 3.                    | «Dancing on My Own» (Chew Fu Radio Remix)                        | 3:32     |  |
| 4.                    | «Dancing on My Own» (Michael Woods Remix Main)                   | 7:47     |  |
| 5.                    | «Dancing on My Own» (Michael Woods Remix Edit)                   | 4:45     |  |
| 6.                    | «Dancing on My Own» (Fred Falke Radio Edit)                      | 4:24     |  |
| 7.                    | «Dancing on My Own» (Fred Falke Club Mix)                        | 7:33     |  |
| 8.                    | «Dancing on My Own» (Jakwob Remix)                               | 4:10     |  |
| 9.                    | «Dancing on My Own» (Azzido Da Bass vs. Dirty Disco Youth Remix) | 5:52     |  |
| 10.                   | «Dancing on My Own» (Rex The Dog Extended Remix)                 | 7:30     |  |
| 11.                   | «Dancing on My Own» (Rex The Dog Remix Edit Main)                | 3:28     |  |
| 12.                   | «Dancing on My Own» (Buzz Junkies Remix)                         | 6:00     |  |

## Posicionamiento en listas y certificaciones
| Lista (2010-11)                         | Mejor posición |
| --------------------------------------- | -------------- |
| Alemania (Official German Charts)       | 67             |
| Bélgica (Flandes) (Ultratop 50)         | 25             |
| Dinamarca (Tracklisten)                 | 2              |
| Escocia (Scottish Singles Chart)        | 5              |
| Eslovaquia (Radio Top 100 Chart)        | 62             |
| Estados Unidos (Bubbling Under Hot 100) | 13             |
| Estados Unidos (Hot Dance Club Songs)   | 3              |
| European Hot 100                        | 22             |
| Israel (Media Forest)                   | 9              |
| Noruega (VG-lista)                      | 6              |
| Suecia (Sverigetopplistan)              | 1              |
| Reino Unido (UK Dance Chart)            | 3              |
| Reino Unido (UK Singles Chart)          | 8              |

| País        | Organismo certificador | Certificación | Ventas  |
| ----------- | ---------------------- | ------------- | ------- |
| Dinamarca   | IFPI (Dinamarca)       | Platino       | 60 000  |
| Reino Unido | BPI                    | Plata         | 200 000 |

| País        | Lista de fin de año (2010) | Posición |
| ----------- | -------------------------- | -------- |
| Dinamarca   | Danish Singles Chart       | 20       |
| Suecia      | Swedish Singles Chart      | 6        |
| Reino Unido | UK Singles Chart           | 195      |

## Versiones
- En 2011, la cantante belga Kato Callebaut grabó su versión incluida en su álbum debut Flamingo.[21] Se ubicó en la segunda posición de la lista flamenca de sencillos de Bélgica.[22]
- El cantante inglés Calum Scott interpretó la canción como parte de su audición en el programa televisivo Britain's Got Talent en 2015. Posteriormente se lanzó la canción como sencillo en abril de 2016 bajo la producción de John McIntyre, alcanzando el número 3 en la lista de éxitos del Reino Unido.[23] La audición original ha sido reproducida más de 210 millones de veces en YouTube (a enero de 2019).
- La banda donostiarra Merina Gris lanzó a finales de 2022 el sencillo Gureak ez zirenak con 3 canciones, incluyendo una versión de Dancing on My Own.